# Le Bouc émissaire (Daphne du Maurier)
Pour les articles homonymes, voir Bouc émissaire (homonymie).
Le Bouc émissaire est un roman écrit par l'écrivain britannique Daphne du Maurier, paru en 1957. L'auteur l'écrivit alors que ses livres précédents, comme Rebecca, étaient déjà mondialement célèbres.
Le roman, qui appartient au genre du suspense, raconte, dans le style gothique le plus pur, un échange d'identité troublant et dangereux.

## Résumé

### Le Mans

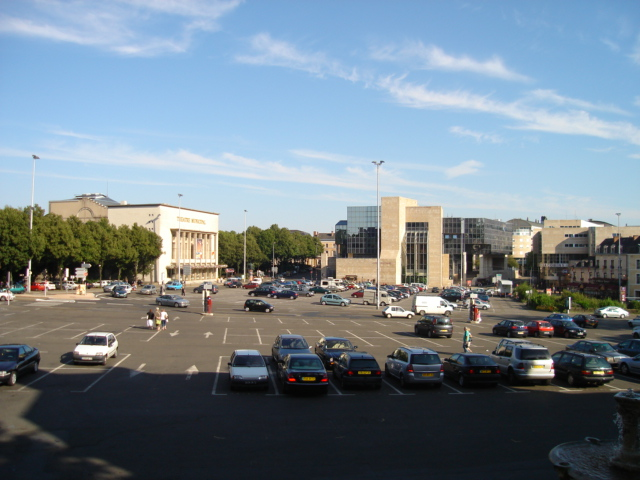
La Place des Jacobins, au Mans, où commence l'histoire

John, un anglais solitaire en vacances en France, pays qui le passionne, se questionne sur le sens de la vie, qu'il trouve désespérément vide. Ses vacances touchent à leur fin et il décide de se rendre à l'Abbaye de La Trappe, où, pense-t-il, sa vie s'éclaircira.

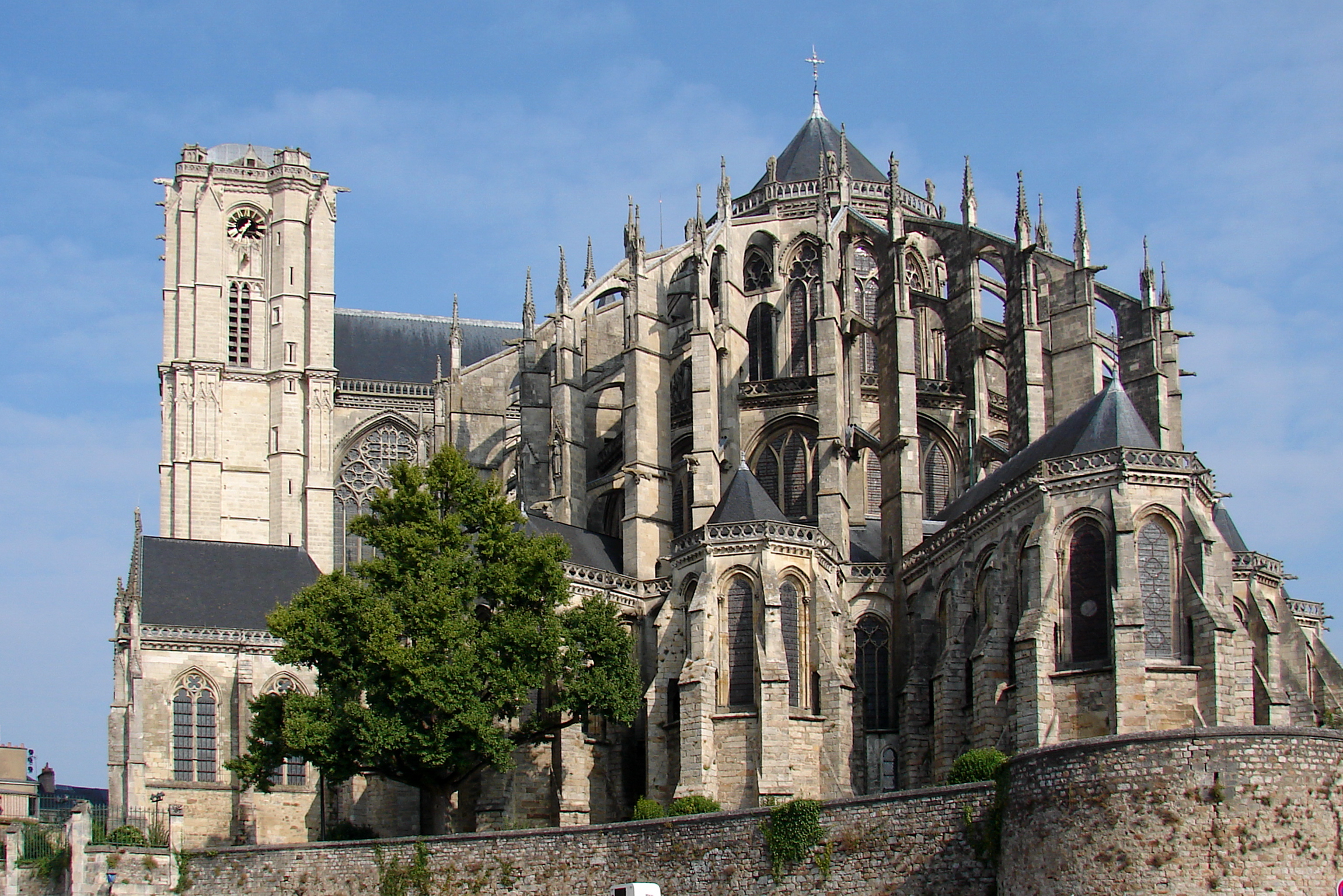
La cathédrale du Mans

De passage au Mans, il rencontre tout à fait par hasard son double parfait. Au cours de la soirée, les deux font connaissance et comparent leurs problèmes : alors que l'un est perpétuellement seul, l'autre, Jean de Gué, un aristocrate importun et désinvolte, se plaint de sa famille qui l'étouffe.
Après avoir saoulé John, celui-ci prend toutes ses affaires et disparaît. John est alors forcé de vivre à la place de Jean, et découvre vite la situation sordide et désastreuse dans laquelle Jean plonge sa famille.

### Les premiers jours au château

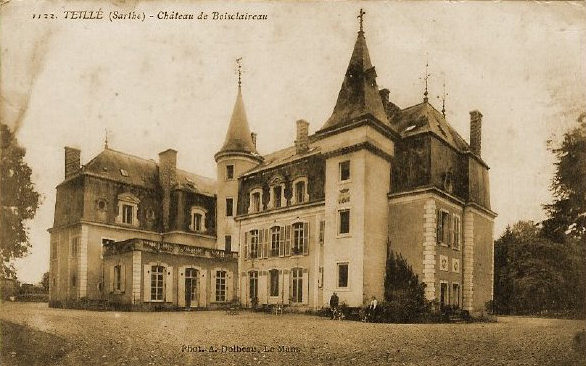
Le Bois-Claireau, château de la Sarthe

D'abord désemparé et hésitant, John découvre peu à peu le quotidien de Jean et ses proches. Mais alors qu'il commence à vouloir changer Jean et rendre la famille heureuse, ses actions déclenchent un enchaînement d'événements catastrophiques.
Après avoir appris que Jean était allé à Paris et avait résilié le contrat qui faisait vivre la verrerie familiale, John décide de contacter la maison Carvalet, unique cliente de l'entreprise, et annonce qu'il désire renouveler le contrat, mais aux prix de la maison. Ces prix sont très désavantageux pour la famille et il découvre plus tard que le nouveau contrat conduira la verrerie à la ruine.
John découvre aussi qu'il doit organiser une chasse alors qu'il ne sait pas tenir un fusil. Afin d'y échapper, il se brûle la main et charge Paul, le frère cadet de Jean, de prévoir le dimanche après-midi. Malheureusement, il pleut tout le jour, la chasse est un fiasco et Paul croit que Jean voulait le ridiculiser en le chargeant de l'organisation.
Le lendemain, alors qu'il était parti à Villars passer la nuit chez la maîtresse de Jean, Béla, il découvre le château secoué par la fugue de la fille de Jean, Marie-Noëlle. La petite est retrouvée à la verrerie, dans le puits où Jean a précipité le fiancé de Blanche, sa sœur, pendant la guerre. Pendant que tous étaient partis à la recherche de Marie-Noëlle, la mère de celle-ci, Françoise, tombe accidentellement de sa fenêtre et meurt peu après.

### «Chacun a ce qu'il veut»
La mort de Françoise marque le début du changement positif. Tout d'abord, la famille apprend que Jean avait rompu le contrat de le verrerie et qu'il a ensuite choisi d'en signer un autre, nettement plus désavantageux. Afin de se rattraper auprès de Paul et de Renée, la femme de celui-ci, il leur annonce qu'il souhaite les voir voyager, ce qui est leur rêve le plus cher. Plus tard, il refuse à sa mère sa dose quotidienne de morphine et lui annonce qu'il veut la voir retrouver le pouvoir sur le château.
Le lendemain, alors que la mère de Jean retrouve sa place au rez-de-chaussée et prend en main les funérailles de Françoise, John, soucieux de réconcilier Jean et Blanche, qui ne lui adresse plus la parole depuis qu'il a tué l'homme de sa vie, lui dit qu'il veut la voir diriger la verrerie. Celle-ci, très émue et choquée de voir son frère qu'elle haït lui proposer le poste que son fiancé tenait, finit par accepter. Blanche est en effet la seule personne capable de mener correctement l'entreprise.

### Le retour de Jean

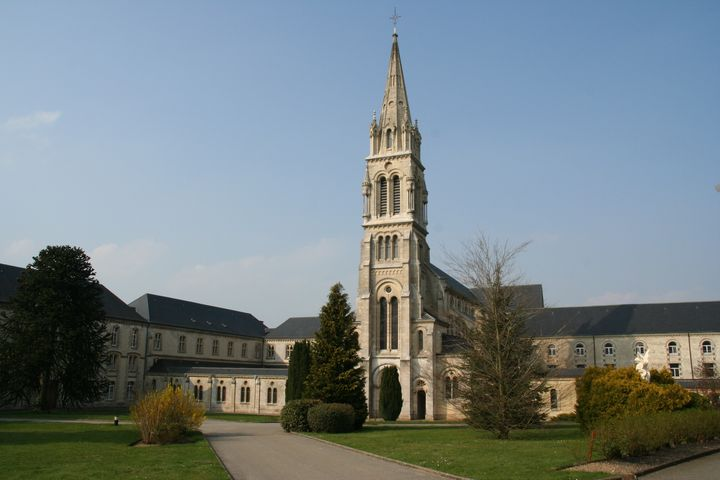
Abbaye de la Trappe, à Soligny, département de l'Orne

Le jour même, alors que Blanche se rend à la verrerie pour la première fois depuis des années, Jean téléphone à John et lui annonce qu'il rentre au château le soir même. John, qui a appris à aimer la famille de Gué, ne veut plus quitter les gens enfin heureux de Saint-Gilles et les abandonner à la tyrannie de Jean.
Les deux ont rendez-vous à la verrerie alors que le soleil se couche. Le plan de John, qui veut tuer Jean, échoue et, après qu'il a imploré Jean de le laisser et de laisser sa famille heureuse, ce dernier se moque de lui et lui avoue qu'il rentre au château uniquement parce que Françoise est morte et qu'il peut enfin bénéficier de sa dot.
Écœuré, John apprend que Jean a dilapidé ses économies, a vendu son appartement et ses meubles. Mais il est forcé d'accepter la situation et laisse Jean rentrer chez lui, et le voit être accueilli tout naturellement par Marie-Noëlle.
John décide finalement de rendre une dernière visite à Béla, qui a deviné qu'il est un autre que Jean. Soulagé d'avoir une confidente, John exprime son immense tristesse de laisser la famille dans les mains de Jean. Celle-ci lui répond que Jean n'est pas mauvais et aime malgré tout sa famille.
Alors que John, après avoir promis d'écrire à Béla, décide de partir à l'abbaye de la Trappe, il voit la voiture de Jean garée devant la chapelle où repose le corps de Françoise.

## Les personnages

### John et Jean
La spécificité et l'intérêt du roman sont basés sur le fait que ces deux personnages se confondent. En effet, si le vrai Jean n'apparaît qu'au début et à la fin, son personnage est présent tout le long du roman, puisque John doit agir comme Jean le ferait, sous peine de révéler qu'il est un imposteur.
De plus, deux points de vue existent sur John, puisque comme il est le narrateur, le lecteur connaît sa véritable identité et ce qu'il pense réellement à chaque instant ; de son côté, la famille ne voit qu'un Jean parfois un peu perdu, qui rompt avec ses habitudes, mais reste crédible.
Néanmoins, le personnage de Jean disparaît peu à peu de l'histoire, John ayant décidé d'en faire un homme neuf, qui œuvre pour le bien de sa famille. Les deux ne font alors qu'un, jusqu'à ce que le véritable Jean ne réapparaisse à la fin du roman.
Les deux ont un caractère en totale opposition. Alors que John, un anglais solitaire, déprimé par sa vie dénuée de sens et son incapacité à vivre la France comme un Français, n'a que peu d'expériences de la vie et de ses plaisirs, Jean est un épicurien sans vergogne, qui méprise tous ceux qui ne le conduisent pas au plaisir.

### Les autres personnages
Les personnages les plus importants peuvent être classés en deux catégories. Il y a en effet ceux qui sont proches, compréhensifs de Jean de Gué puis de John, qui s'attachent rapidement à eux, et ceux qui lui sont toujours hostiles, à cause de ses coups bas et de sa méchanceté.

#### Les amis de Jean
Marie de Gué
Marie de Gué, appelée le plus souvent « Madame la comtesse », est la mère de Jean et de Paul. Veuve et impotente, elle quitte rarement sa chambre confinée du château. C'est pourtant une femme gaie, qui adore son fils aîné et participe à ses plaisanteries douteuses. Sa bonne humeur et son caractère moqueur sont régulièrement éclipsés par son manque inquiétant de morphine, que lui fournit Jean.
Marie-Noëlle
Marie-Noëlle, âgée d'à peine onze ans, est la fille unique de Jean. Elle voue à celui-ci un véritable culte, seulement dépassé par sa ferveur religieuse, qui la fait s'identifier à Sainte Thérèse de Lisieux. Elle est élevée par sa tante Blanche, et n'a aucun contact avec d'autres enfants, sinon ceux des ouvriers de la verrerie familiale. Son caractère innocent et joueur permet à John de s'épargner de nombreuses complications causées par son ignorance des habitudes de la famille.
Françoise de Gué
Françoise, épouse de Jean, est une jeune femme fanée, délaissée par son mari et peu aimée dans le château. Malgré tout, elle ne s'oppose pas à son mari, qui s'excuse en lui offrant des cadeaux.
Son père lui a donné une dot immense, mais son mari ne peut en disposer entièrement que s'ils ont un fils ou si Françoise meurt avant cinquante ans. Enceinte, un jour que les châtelains sont partis à la recherche de sa fille Marie-Noëlle, elle chute de la fenêtre de sa chambre alors qu'elle voulait attraper la broche que son mari lui avait offert et qui était tombée sur le rebord. Elle meurt quelques heures plus tard et la famille apprend alors qu'elle attendait un garçon.
Renée de Gué
Renée est la femme de Paul et donc la belle-sœur de Jean. Renée est, comme Françoise, une jeune femme fanée à cause de son inactivité. Jean a une liaison amoureuse avec elle, mais il s'est probablement lassé d'elle et l'idylle prend fin grâce à John, qui permet à Renée de s'épanouir en lui faisant jouer un rôle de maîtresse de maison. Renée est apparemment stérile et ce détail, souvent rappelé par Marie-Noëlle, est sa plus grande faiblesse.
Julie Yves
Julie est la vieille concierge de la verrerie ;  son défunt mari et son fils y ont travaillé. Sa franchise et son caractère ouvert font d'elle une bonne confidente. Elle est aimée autant par Jean que par John. C'est principalement elle qui donne à John l'envie de sauver la verrerie de la faillite.
Gaston
Gaston est le chauffeur de Jean et son valet attitré. Cordial et dévoué, il connaît bien la personnalité de son maître et ses faiblesses et fait tout pour le sortir de ses problèmes. Sa femme, Germaine, est elle aussi une domestique de confiance.
Béla
Originaire de Hongrie, Béla est une jeune femme mystérieuse qui occupe une place à part dans le récit. Elle tient un magasin d'antiquités à Villars et y reçoit Jean, son amant, quand il le désire. Elle est sa confidente, et, sans jamais le juger, lui propose des solutions toujours justes. Elle est la seule personne à savoir que le rôle de Jean est tenu par un imposteur, ce qu'elle lui annoncera à la fin du roman. Les impressions que John a de Béla et de son cadre de vie font que cette femme est une incarnation de l'Idéal.

#### Les ennemis de Jean
Blanche de Gué
Blanche, la sœur aînée de Jean, est son ennemie principale. Celui-ci a en effet tué son fiancé Maurice Duval, ami de longue date de la famille et directeur de la verrerie pendant la guerre. Jean, Résistant, pensait que Maurice collaborait avec les Nazis.
Depuis ce sanglant épisode, Blanche n'adresse plus la parole à Jean et l'ignore en toutes circonstances. Les cheveux tirés et le visage grave, elle passe ses journées dans sa chambre qu'elle a transformée en cellule de couvent et se réfugie dans la prière. Un des objectifs de John est de réconcilier la sœur et le frère.
Paul de Gué
Paul est le frère cadet de Jean, et, à ce titre, fait office d'éternel second. Profondément jaloux de son frère, il est en permanence exaspéré par ses plaisanteries de mauvais goût et par ses coups bas. John essaie à tout moment de donner de l'importance à Paul, en le faisant par exemple organiser l'ouverture de la chasse.
Charlotte
Charlotte est la femme de chambre attitrée et la confidente de Madame la comtesse. Sans cesse en train d'écouter aux portes et de bâcler le travail, elle est antipathique envers Jean à tout moment.

## Aspect formel

### Le point de vue du narrateur et le style narratif
Le roman est écrit à la première personne et permet de retranscrire les pensées de John, ses découvertes et ses projets.
Ce choix, habituel chez Daphne du Maurier, assure l'évocation lente et précise d'un univers inquiétant. Les nombreuses phrases descriptives sont aussi un moyen de prédilection de la romanicère pour dresser un décor concret et rendre les sensations mélancoliques ou étranges.

## L'architecture du roman et l'époque de l'histoire
L'intrigue est située très précisément dans le temps, car si tous les jours ne sont pas mentionnés, la chasse se tient un dimanche et Françoise meurt le lendemain, le lundi 12 octobre. Grâce à l'épitaphe que Marie-Noëlle a écrite pour elle dans sa chambre, on sait qu'il s'agit du mois d'octobre de l'année 1956.
Ces détails précisent que le roman s'étale sur une semaine, du mardi 6 au mardi 13 octobre. Les chapitres suivent assez précisément les jours qui passent, Ils se répartissent avec une moyenne de trois chapitres par jour, la coupure se faisant la nuit. La séparation entre le matin et l'après-midi est aussi mise en valeur par l'importance des repas.
L'action respecte elle aussi une unité, car les jours sont assez identiques les uns aux autres, de telle sorte que ce qui se passe le matin est déjà vague quand arrive le soir. La nuit est annoncée par le passage au salon de la famille, puis lorsque Marie-Noëlle demande à son père de venir la border. Ce style d'écriture tend à rapprocher l'histoire de la vie courante, avec ses habitudes et ses rituels.
L'évocation du passé est elle aussi très encadrée chronologiquement. Le seul fait majeur qui soit souvent évoqué, l'assassinat du fiancé de Blanche, Maurice Duval, peut être situé en 1941, grâce au calendrier laissé dans la maison abandonnée après la tragédie.

## Daphne du Maurier et son roman

### Les lieux choisis

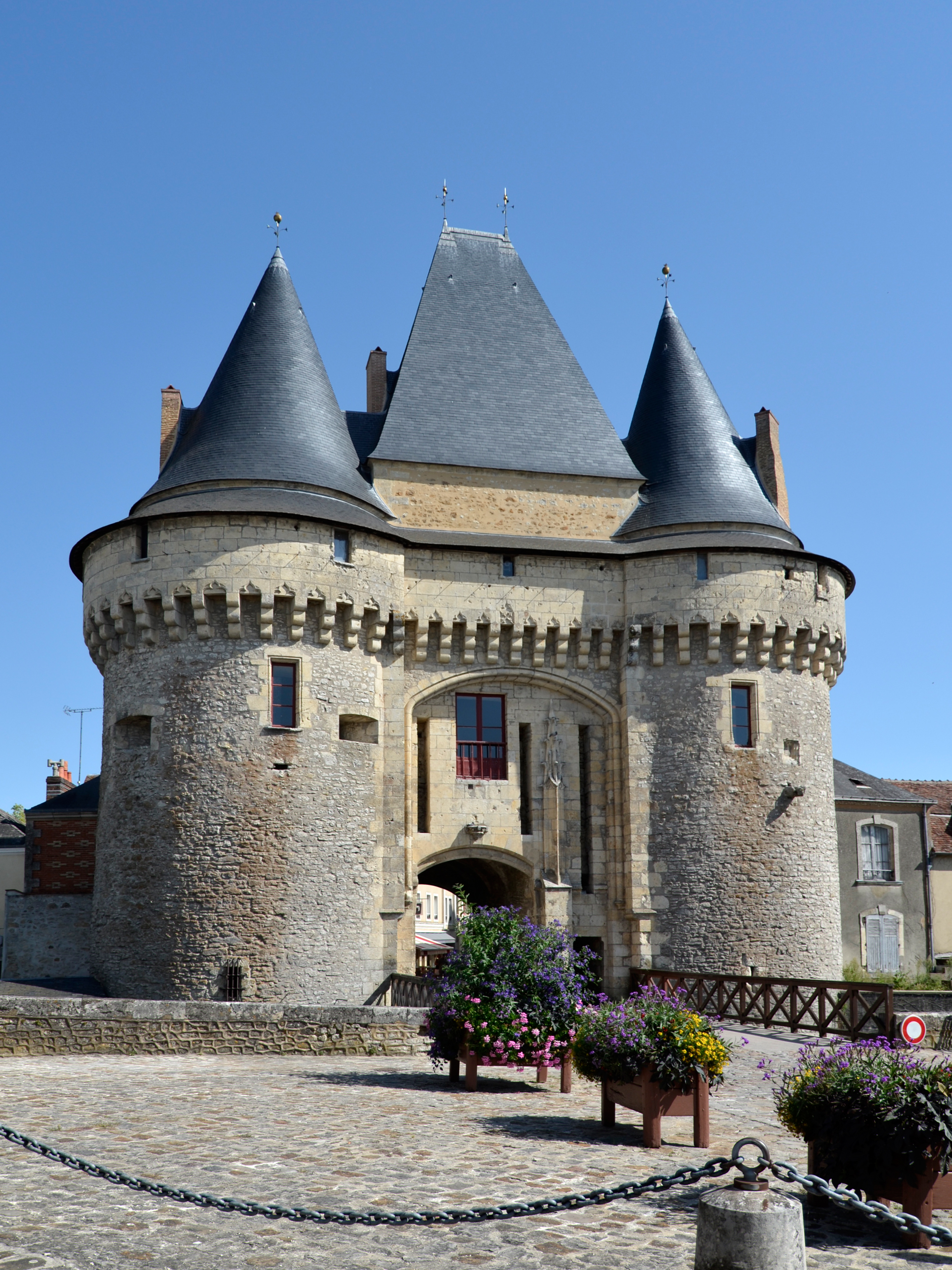
La porte St-Julien à la La Ferté-Bernard, qui peut être identifiée comme le Villars du roman

Le fait que l'intrigue soit située dans le département de la Sarthe, en France, n'est pas anodin au vu des origines de Daphne du Maurier. En effet, le grand-père de la romancière, George Busson du Maurier, était né en France, d'une famille noble originaire du Maine angevin, dans le sud de la Sarthe.
Daphne du Maurier a d'ailleurs visité ce département, ainsi que les villes de Tours et Blois dont John parle, durant l'été 1955. On peut donc supposer que c'est ce voyage qui est à l'origine du livre paru deux ans plus tard, ou au moins de la situation de l'intrigue en France.
Par ailleurs, en même temps que l'auteur choisissait ce département et des lieux précis comme Alençon, Mortagne-au-Perche ou Bellême, les lieux où John remplace Jean, Saint-Gilles et Villars, ne peuvent pas être situés clairement. La seule indication que l'on peut avoir sur une quelconque position géographique place ces communes entre Le Mans et Mortagne-au-Perche, soit au nord du département, donc à l'opposé du Maine angevin des Busson du Maurier.

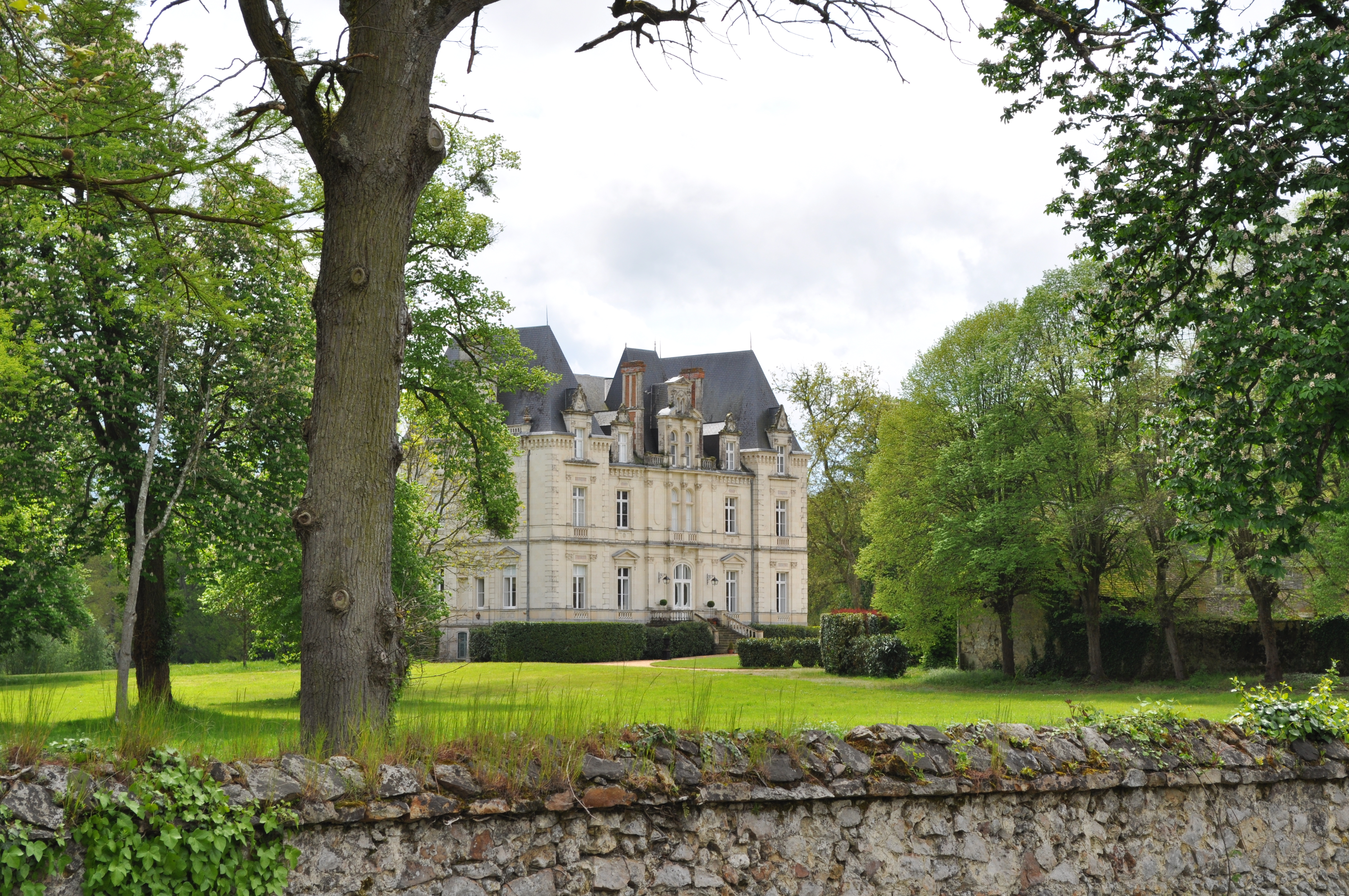
Le château du Maurier

Mais des suppositions peuvent être faites. Villars, « un de ces coins que les brochures qualifient de "pittoresques" », peut être identifié, par son canal et sa place Saint-Julien à La Ferté-Bernard.
Le château paraît être, par sa description, assez semblable au Château du Maurier, à La Fontaine-Saint-Martin. Mais plus encore, par les époques de construction et les douves, il semble être la copie conforme du Château du Paty, à Chenu. Cette localité est autrement intéressante par son ancienne verrerie, dirigée par des ancêtres de Daphne au XVIIIe siècle, à qui elle a rendu hommage dans Les Souffleurs de verre, paru en 1963.
Néanmoins, les suppositions précédentes sur l'emplacement du château sont contraires à la position donnée dans le roman, le Maurier et le Paty se trouvant à près d'une centaine de kilomètres. Il est possible que l'auteur ait voulu situer l'histoire dans la région de ses ancêtres, mais, marquée par la richesse historique de La Ferté-Bernard, elle ait décidé de faire une entorse à la géographie.

### La dimension personnelle
Le Bouc émissaire laisse souvent apparaître des détails autobiographiques de son auteur. Tout d'abord avec les lieux, puisque Daphne du Maurier a situé l'action dans des endroits qu'elle avait visités et qui étaient en rapport avec ses ancêtres français, mais aussi par ses personnages. En effet, Renée et Françoise incarnent les femmes faibles, que Daphne du Maurier, femme énergique et presque masculine, ne pouvait comprendre, alors que Marie du Gué et Jean reflètent son côté aimant et vif.
Dans le roman transparaît aussi le regard d'une Anglaise sur la France des années 1950, et celui d'une amatrice d'art et d'architecture. Ainsi, John, à chaque fois qu'il se rend dans un nouveau lieu, en estime la valeur et l'âge. Cela permet à Daphne du Maurier de transmettre les impressions qu'elle a eues lorsqu'elle a visité la Sarthe. Cela est aussi vrai pour le regard sur la société française, qui est encore sensible lorsque la Seconde Guerre mondiale, la Collaboration et la Résistance sont évoquées, contrairement à la société britannique qui n'a pas connu l'Occupation.

« J'imaginais la forteresse lorsque l'eau remplissait ses fossés, avant que la façade du XVIIIe siècle de l'aile centrale n'eût été érigée entre les deux tours datant  du début de la Renaissance. Les dames en vertugadins qui regardaient alors par ces étroites ouvertures étaient-elles plus mélancoliques que les Renée et les Françoise d'aujourd'hui, quand l'eau léchait ces douves et que la forêt touffue s'avançait jusqu'au portail ? »

### Le Bouc émissairedans l'œuvre de Daphne du Maurier
Le Bouc émissaire est plutôt représentatif de l'œuvre de Daphne du Maurier par son caractère étrange, voire morbide, et la complexité des rapports entre personnages. Il fait d'ailleurs écho à plusieurs de ses autres romans, comme Rebecca, où une jeune femme découvre un univers malsain, qu'elle tente de sauver, parmi des inconnus hantés par le souvenir d'un défunt ; ou encore Les Parasites, qui met en scène une famille fermée aux rapports inquiétants.

## Réception du public

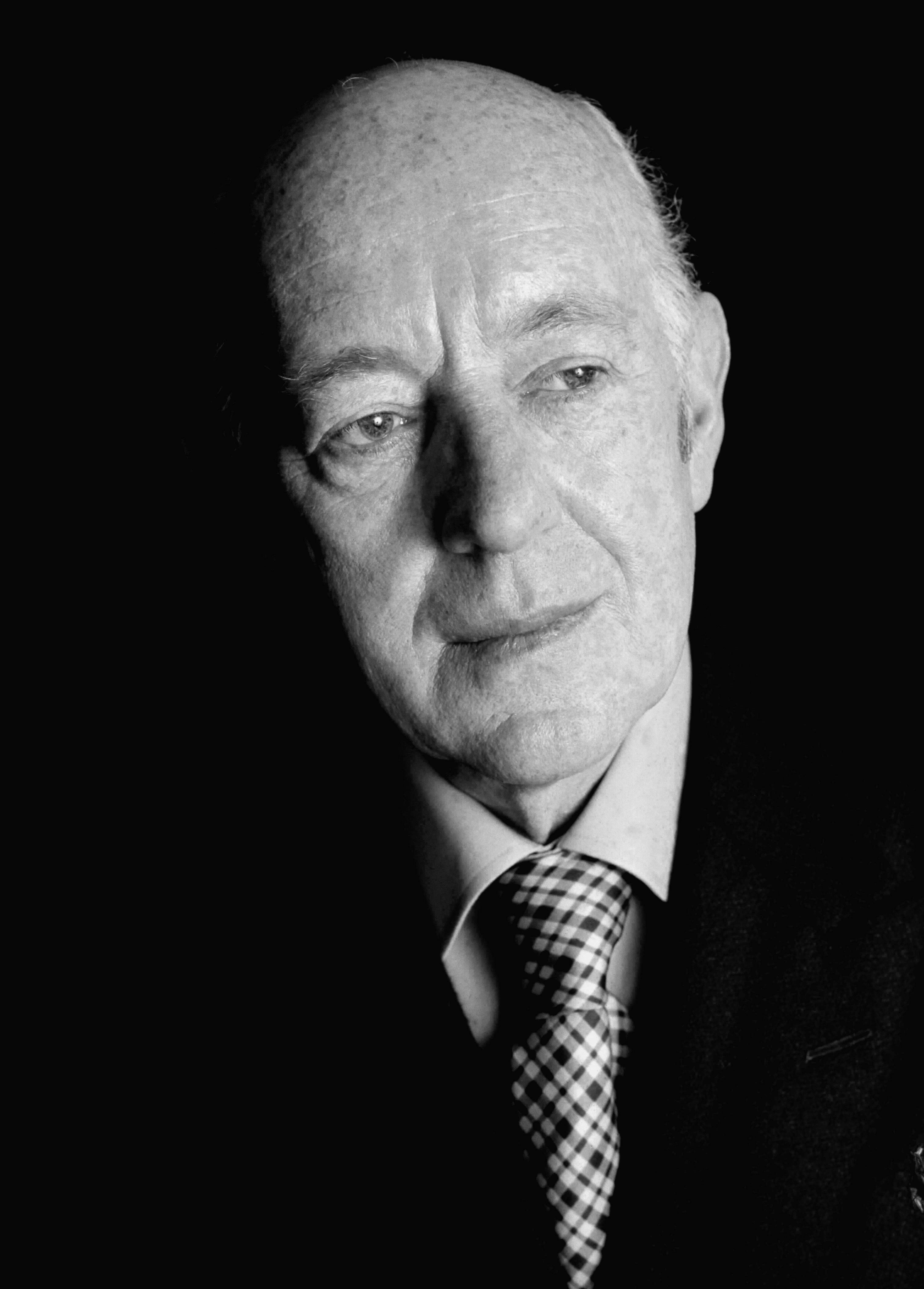
Alec Guinness, qui incarne John et Jean dans l'adaptation cinématographique de 1959

Le Bouc émissaire connut un certain succès au moment de sa publication, Daphne du Maurier, célèbre déjà depuis une trentaine d'années, avait écrit un nouveau roman dans la veine de Rebecca, L'Auberge de la Jamaïque... Le livre est aussitôt traduit en plusieurs langues européennes, comme le français, l'allemand, l'italien ou encore le suédois.
Toutes les éditions respectent le titre anglais The Scapegoat.
Deux ans plus tard, Daphne du Maurier participe à la production du film homonyme de Robert Hamer. Malgré la présence d'Alec Guinness et de Bette Davis, le film n'a pas un succès durable et il n'est sorti en DVD dans aucun pays. En 2012, Charles Sturridge réalise une nouvelle adaptation pour la chaîne britannique ITV 1, avec notamment Matthew Rhys, qui interprète John et Jean, et Sylvie Testud qui joue le rôle de Béla.
Aujourd'hui, le roman a perdu la notoriété acquise à sa parution, mais il reste connu des amateurs de littérature anglaise. En France, Le Bouc émissaire a régulièrement été réédité, la dernière fois en 1998.

« Une œuvre plus ambitieuse et plus riche qu'il n'y paraît, possédée par les thèmes du bien et du mal, de la rédemption et de l'identité. »

— Christine Jordis, pour Le Monde